# Chiesa di Santa Maria del Parco
La Chiesa di Santa Maria del Parco è una chiesa situata a Bojano, in Largo Duomo, a pochi metri dalla Concattedrale di San Bartolomeo.

## Storia
La mancanza di documenti rende molto difficile la datazione della chiesa che, nonostante ciò, sembra risalire alla seconda metà del XV secolo, dopo il disastroso terremoto del 1456. È citata per la prima volta nel 1506, ma la Confraternita di Santa Maria del Parco nasce solo nel 1517. Essa gestiva, oltre alla chiesa omonima, l'ospedale cittadino e le chiese di San Leonardo, di San Cataldo, di San Bernardo e dello Spirito Santo.
Le prime descrizioni della Chiesa di Santa Maria del Parco sono scritte da Ottaviano Garzadori, vescovo di Bojano, che la visita più volte tra il 1623 ed il 1628, evidenziando la mancanza di suppellettili e di una giusta manutenzione.
All'inizio del XVIII secolo vennero portate in Santa Maria del Parco le reliquie dei Santi Gaudenzio, Faustino, Clemente ed Aurelia, che, fino alla fine del XIX secolo, venivano portate in processione il giorno dei Santi Martiri. Nel 1729, l'agrimensore sepinese Francesco Germieri, incaricato dal vescovo Nunzio Baccari di fare l'inventario della diocesi e delle chiese di Bojano, descrive la Chiesa di Santa Maria del Parco e quella dello Spirito Santo, non nominando però quelle di San Leonardo, di San Cataldo e di San Bernardo.  
Sta l'ingresso in essa Chiesa per una Porta di legno che riguarda da meriggio, con gambe, gradone di pietra lavorata, sovra la stessa Porta vedesi un Cornicione di stucco. Costa la medesima Chiesa di una sola Nave lunga palmi ottanta e larga palmi trenta tre. Sta coverta d'embrici con soffitta liscia dipinta con fogliami, in mezzo di cui vedesi dipinta l'effigie della Santissima Triade, l'Immacolata Concezione e l'Annunciazione. Prende il lume da dieci finestre munite con vetri e rezze di ferro...[]
Le mura sono dalla parte esteriore arricciate e biancheggiate, e dalla parte interiore intonacate e parimente biancheggiate. Sta il pavimento di mattoni...[ ] nel muro laterale sta posto il Pulpito, in cui si accede per una gradiata di legno, di numero nove, con sua spalliera di pietra di Monte Rodoni, con diversi lavori di pietra forastiera, commessa e lavorata a specchio, e col suo Baldacchino di legno, indorato, lavorato maestosamente di famosi intagli, colla figura dello Spirito Santo, in forma di Colomba...[ ].
Vicino l'Altare maggiore vedesi la Balaustrata di legno [], nel suddetto ristretto stå isolato l'Altare maggiore che [?] con gl'altri Altari e Cappelle, che sono formate in essa Chiesa, si descriveranno in luogo suo...Vedesi da parte e cornu Epistolae, come altresi e cornu Evangelii dell'Altare maggiore situato il Coro, con sedili postergali e genuflessorii di legno di noce...
Attaccato all'angolo destro del muro frontespiziale, nella sommità di esso stà forma-to il Campanile, con due fenestroni, dalli quali pendono le campane, una di peso d'un cantaro in circa, e l'altra di mezzo cantaro in circa, con lettere intellegibili d'intorno. pendono la fune di dette Campane dalla parte di dentro della d(ett)a Chiesa.
In questa Chiesa di S. Maria del Parco sono l'Altare maggiore, e due altri minori con le loro Cappelle, cioè a capo di essa Chiesa a' prospettiva dell'ingresso, vedesi isolato l'Altare maggiore, sotto il titolo dell'Immacolata Concezione... Dietro il sopradetto tare, nel muro frontespiziale vedesi in una Nicchia un Cornicione, della stessa pietra cos fasce di marmo bardiglio, un quadro sopra tela con stragallo [?] di legno sopradorato, dipinta con molti Angioli, opera del celebre Pittore Santafede....[ ]24
Nel muro laterale del corno del Vangelo, al di contro dell'Altare della Beata Vergine del Carmine, vedesi eretta la Cappella, ed Altare sotto il titolo di S. Carlo Borromeo, S Martino, e S, Cataldo, al di cui Altare s'ascende per un gradino di pietra nostrale, oltre il suppedaneo di legno. Lo stipite dell'Altare di essa Cappella è sfondato, con mensa modaglioni di pietra di Monterodoni, palliotto di tonica, pittato a fresco, e gradino ad un' Ordine della stessa materia per uso dei Candelieri.
Sopra il medesimo Altare vedesi formata la sudetta Cappella, con due pilastri, Cor. nicioni, ed altri ornamenti lavorata tutta della stessa pietra di Monterodoni. In mezzo a detti Pilastri vedesi un quadro sovra tela, con cornice di marmo bianco lavorata a spec chio d'intorno, in cui stà dipinta l'Immagine di Santo Carlo Borromeo, Santo Marti no25, e Santo Cataldo. E sopra detta Cappella stà una Nicchia similmente della stessa
pietra, in mezzo della quale vi stà sopra tela l'effiggie di Santo Michele Arcangelo, Dal Corno dell'Epistola, del suddetto Altare, fissa al muro, stà la Credenzuola di marmo bianco per uso delle carrafine.
È tenuta la detta Chiesa di Santa Maria del Parco a repararla di ciò che bisogna, come appare pare nei decreti delle Sante Visite, per stare incorporata ed unita alla medesima, essendo demolite le Chiese di detti S. Martino Vecchio, e S. Cataldo.
Nel muro laterale e cornu Epistolae vedesi la Cappella ed Altare de lure patronatus dell'ecc.ma casa di Costanzo, sotto il titolo della Beata Vergine del Carmine.
Sovra il medesimo Altare vedesi formata la suddetta Cappella con due Pilastri, e Cornicioni della stessa pietra, bene arrotata. In mezzo de' quali vedesi un quadro sopra tela, con cornice di legno indorata, in cui stà dipinta la Beatissima Vergine del Carmi-ne col suo diletto Bambino in braccia, e di sotto le Anime del Purgatorio.
Non vi è memoria della sua fondazione per essere cosa antichissima, ma solo s'asserisce dall'odierno Economo di detta Chiesa Domenico Soccio essere lure patronatus della detta Eccellentissima Casa di Costanzo, dalla quale si provede di tutto il bisognevole...[?]»
(Francesco Germieri)
Nel 1805 la chiesa fu gravemente danneggiata dal terremoto di Sant'Anna e la sua ricostruzione andò a rilento a causa della mancanza di fondi. In questo periodo venne aggiunto l'attuale portale gotico, risalente al XIII secolo, probabilmente riciclato da qualche monastero distrutto. La Chiesa dello Spirito Santo venne ricostruita, ma sconsacrata nel 1877. Inoltre, dopo vari tentativi, si rinunciò a ricostruire l'ospedale.
Negli anni '60 del XX secolo subì diversi lavori di manutenzione. Danneggiata e resa inagibile dal terremoto del 2013, è stata ristrutturata e riaperta al pubblico nel 2021.

## Descrizione

### Pianta
La chiesa ha pianta a croce latina ed è divisa in due navate. Si estende per  una lunghezza di 42 metri ed una larghezza di 18 metri. A fare da transetto ci sono il campanile, la Cappella dei Santi Clemente ed Aurelia, la Cappella della Madonna del Carmine e di Sant'Antonio Abate, la sacrestia, la Cappella di Santa Giovanna d'Arco e la Cappella dei Santi Gaudenzio e Faustino. La copertura in tegole è a capanna.

### Facciata

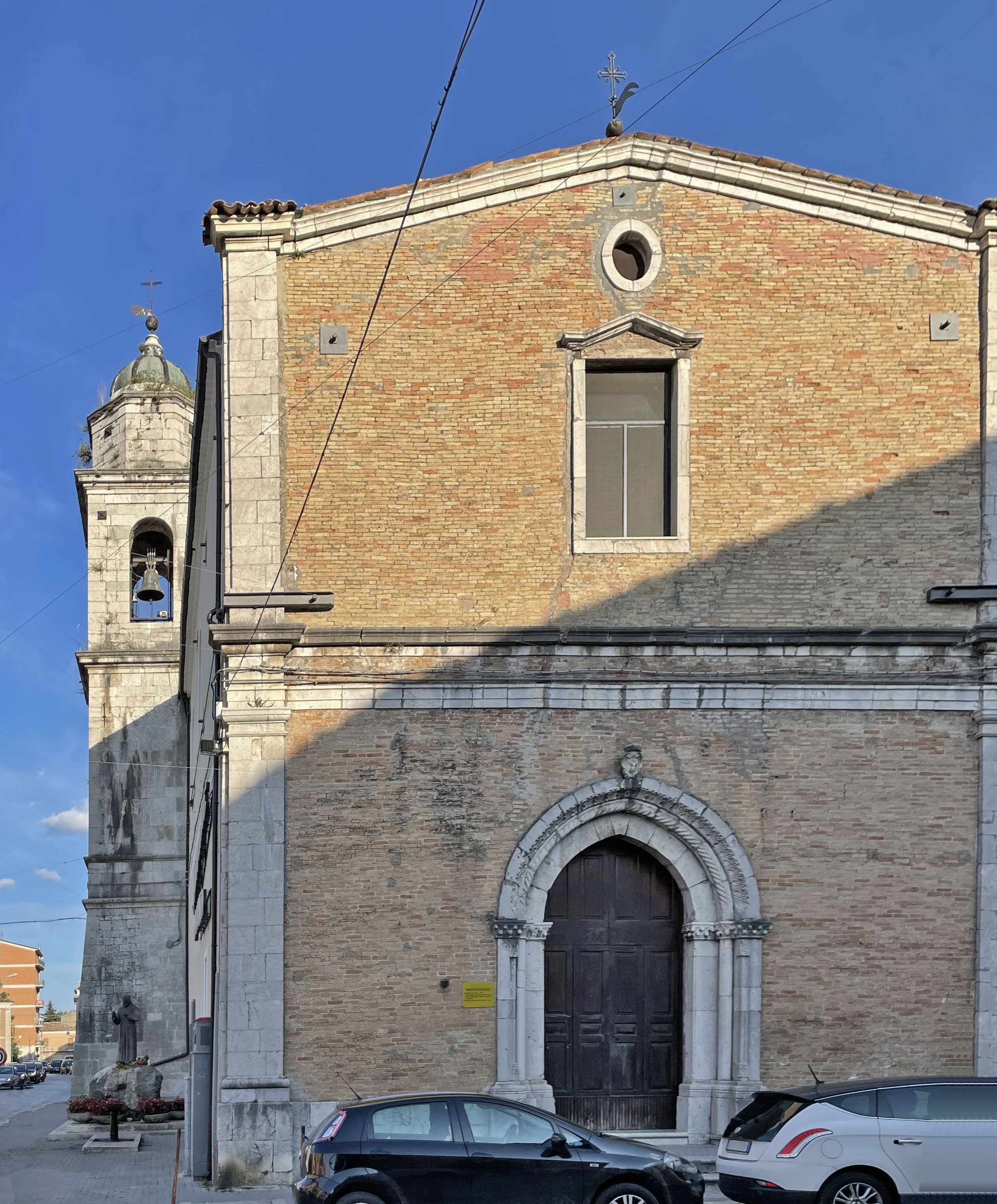
Facciata

La facciata è in mattoni pieni e presenta due finestre nella parte alta. Il portale gotico del XIII secolo è a triplice arco acuto, con un alto basamento e zoccolo modanato; il cornicione di innesto degli archi è decorato a motivi vegetali e insiste su una coppia di pilastrini lisci; una coppia di colonnine lisce sono sormontate da un arco decorato a torciglione; la coppia di pilastri presentano uno spigolo modanato e decorato a motivi fogliari e sono di appoggio al terzo arco decorato a foglie di acanto. Il portone di legno è del 1822.

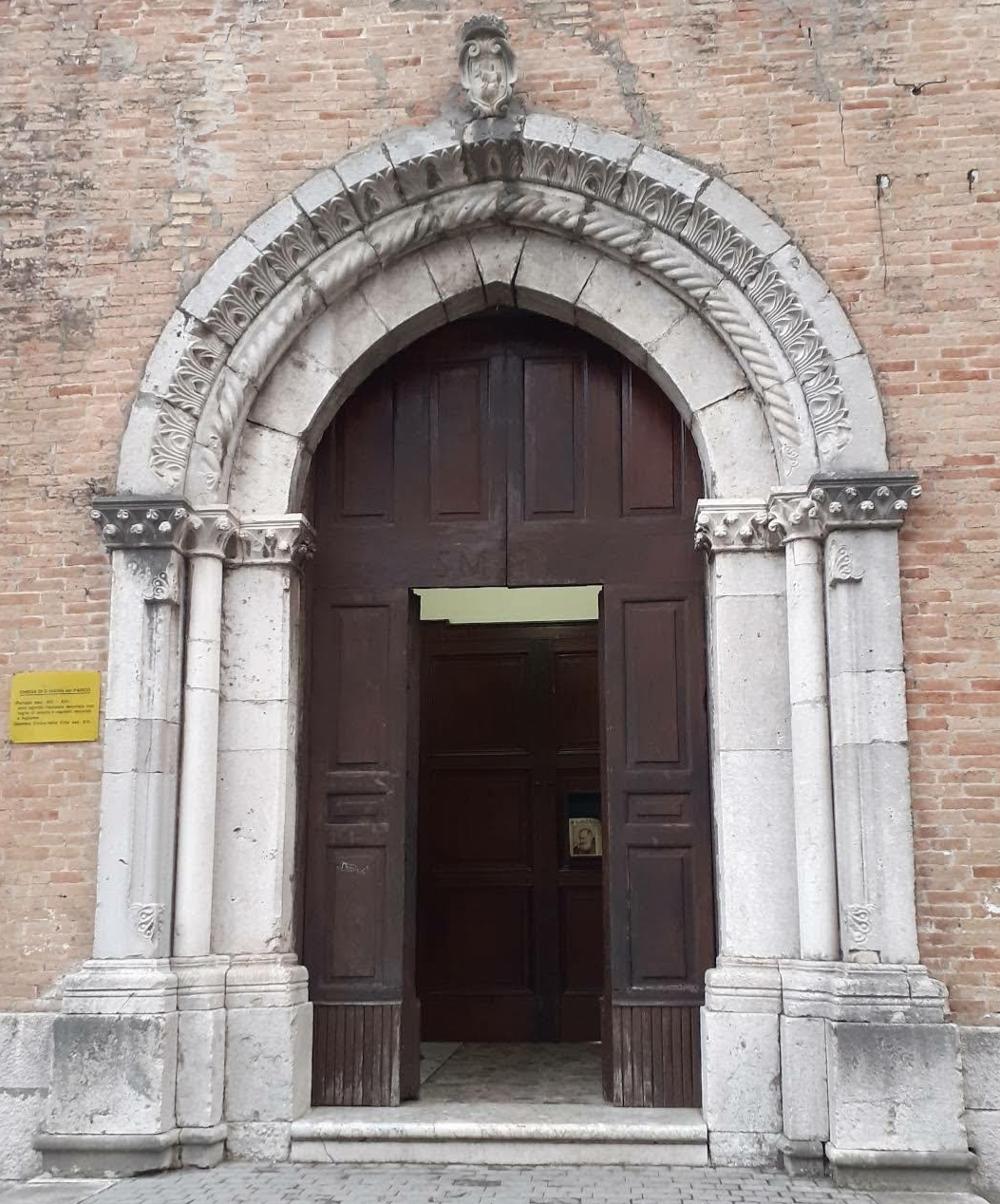
Portale

### Parete nord e Campanile
Le pareti sono in parte intonacate. Nella parete nord spicca l'edicola della Madonna Addolorata, risalente al 1855, sopra la quale c'è la scritta "Benvenuti a Bojano", che di notte si illumina. La torre campanaria, alta 23 metri, è stata costruita nel 1882. È in pietra a vista e termina con una cuspide cipollina alla napoletana. Si raggiunge la cima del campanile tramite una stretta scala a chiocciola. Al lato della torre spicca il Monumento a Padre Pio, inaugurato nel 1996, di fronte il quale è presente una fontanella di acqua potabile.

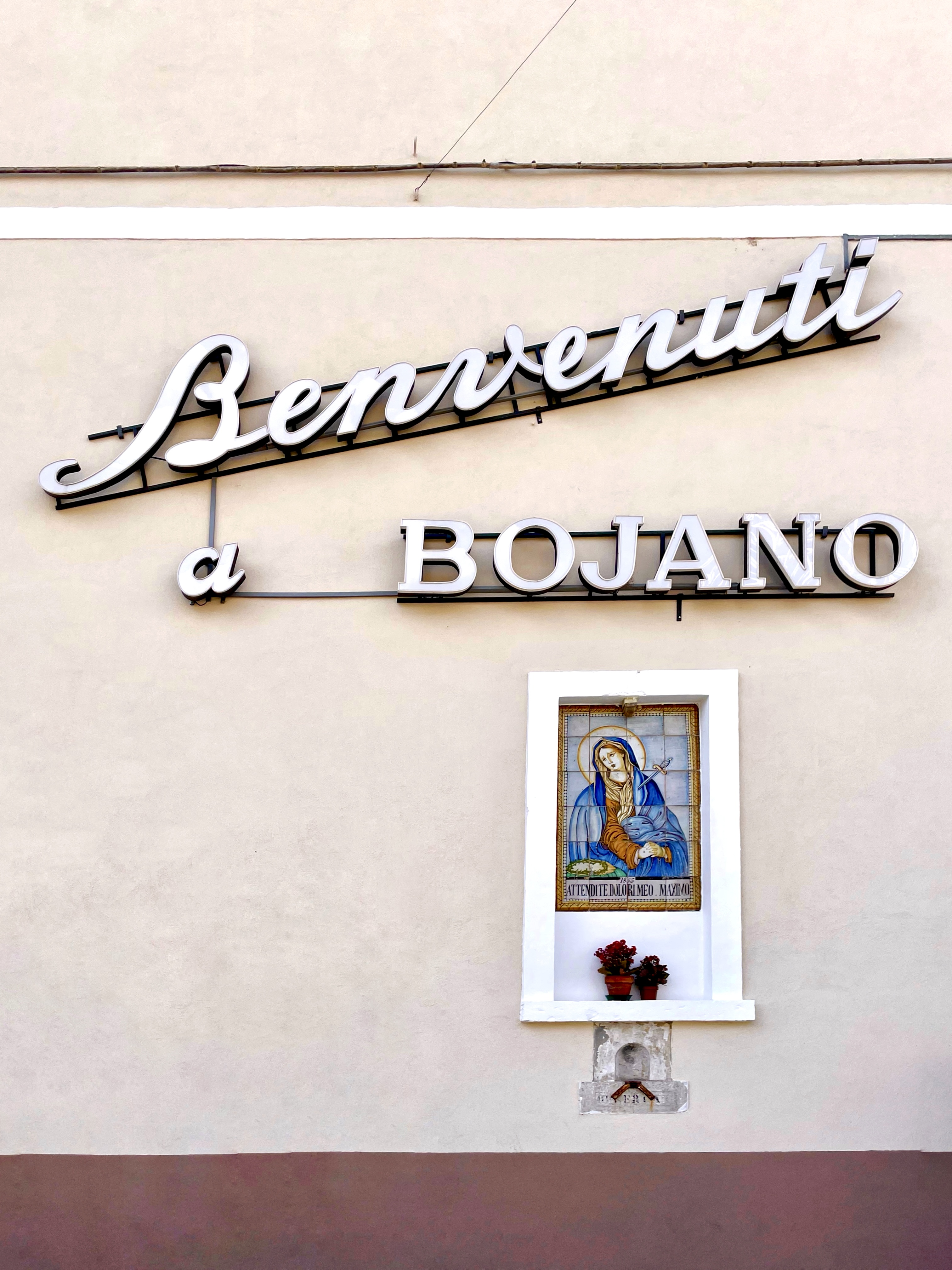
Dettaglio della parete nord

### Interno
È composto da una navata che ospita due file di panche. La parete sinistra ospita un crocifisso, l'Altare di Santa Filomena, una statua di Santa, le statue di San Clemente e di Sant'Aurelia con un reliquiario contenente i loro resti e le statue di Sant'Antonio Abate e della Madonna del Carmine. Accanto all'altare c'è una campana del 1498 sopravvissuta al sisma di Sant'Anna e rotta alla fine del XIX secolo. La parete destra ospita invece un secondo crocifisso con gli strumenti della passione, l'Altare di San Michele Arcangelo, un pulpito ligneo sotto il quale c'è una statua di San Giuseppe, le statue dei Santi Faustino e Gaudenzio con un reliquiario contenente le loro spoglie sopra un confessionale e l'Altare di Santa Giovanna d'Arco, davanti il quale suona la Schola Cantorum. Sull'altare maggiore troneggia una statua della Madonna Addolorata affiancata da due angeli. A destra dell'altare c'è una credenza che contiene suppellettili, reliquiari, una testa di Sant'Antonio di Padova ed oggetti vari.
Le statue di San Clemente, San Faustino, Sant'Aurelia e San Clemente, datate 1806, venivano portate in processione con le loro reliquie il giorno dei Santi Martiri (30 giugno) che all'epoca era una festa molto sentita dalla comunità bojanese. Questa tradizione purtroppo svanì a fine XIX secolo. 

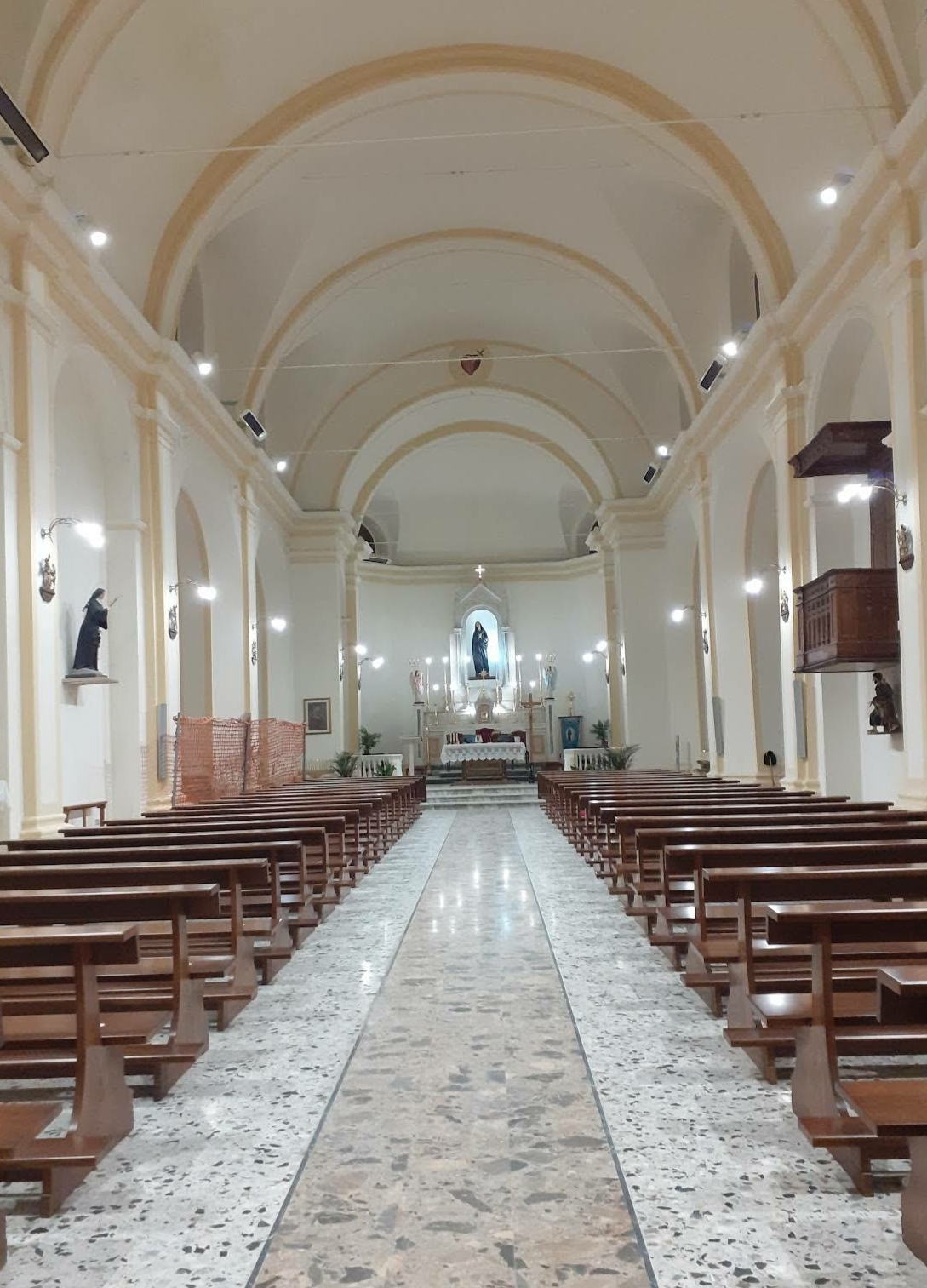
Interno

## Ipotesi sul nome[3]
Sull'origine del nome non comune della Chiesa di Santa Maria del Parco dono sorte varie ipotesi. La più accreditata di queste fa risalire il nome parco a sinonimo di povero e non ad area verde. Infatti la Confraternita gestiva un ospedale dove venivano accolti poveri e forestieri.
La seconda ipotesi più seguita si sofferma su alcuni documenti sui quali la chiesa viene chiamata "Santa Maria de Partu", quindi "Santa Maria del Parto". Questo nome sarebbe stato pian piano modificato e storpiato fino a diventare "Santa Maria del Parco".
Un'altra ipotesi si basa sul numero di chiese gestite dalla Confraternita, che insieme andavano a formare una sorta di parco.
La quarta teoria si sofferma invece sull'abbonzanza di vegetazione nella zona che veniva paragonata ad un parco. Quest'ipotesi è sostenuta dal fatto che, come ci viene descritto, gli interni della chiesa erano affrescati con motivi vegetali.